# قاسم أحمد عقلان

## نسبه
ينتهي نسب الجد لأبيه إلى فرع من فروع قريش، ويصل نسب والدته إلى خالد بن الوليد المخزومي القُرَشّي.

## محل وتاريخ الميلاد
من مواليد الجبل الأخضر, (الأخُيضر)، في منطقة الشرقي، عزلة بني سلمان، شرعب الرونة، محافظة تعز - اليمن، عام: 1955م، متزوج بزوجتين وله منهما ستة عشرة أبناً، (8 منهم ذكور).

## تعليمه
تلقى تعليمه في فترة مبكرة من الطفولة وحتى سن الرابعة عشرة 1969م على يد بعض معلمي القرآن الكريم فحفظ عشرة أجزاء وأجاد التلاوة، ودرس العلوم الشرعية في الكُتَّاب على الطريقة القديمة حفظاً وهجاءً، ثم عند سن التمييز 1973م، درس على يد خاله الشهيد الشيخ القاضي/ شداد نصر أحمد نَعمان الحميري, فحفظ عدد من متون أصول العلوم الشرعية.
تخرج من جامعة الإمام محمد بن سعود الإسلامية بأبها، قسم الشريعة وأصول الدين بتقدير جيد جداً. وحصل على درجة الماجستير من جامعة الجزيرة بالسودان بالتنسيق مع جامعة العلوم والتكنولوجيا باليمن، بتقدير عام ممتاز، برسالته الموسومة بعنوان: (فقه المصالح والمفاسد في ضوء القواعد الفقهـية - بحث تكميلي لنيل درجة الماجستير في الدراسات الإسلامية)، حصل على درجة الدكتوراه من جامعة تعز على أطروحته الموسومة بعنوان: "أثر خطاب العموم في استنباط الأحكام الشرعية وتطبيقاته على بعض القضايا المعاصرة" بتقدير عام ممتاز في العام 2023م.

## من مشائخه
تتلمذ على يد كل من: الشيخ القاضي/ شداد نصر أحمد الحميري، والشيخ الدكتور العلامة/ عبد الله المصلح عميد كلية الشريعة وأصول الدين بأبها سابقاً، والشيخ العلامة/ عبد الله الطواش الزبيدي، والشيخ العلامة/ عبد الله محمد النجدين، والشيخ العلامة/ سعيد غالب المخلافي، والشيخ الدكتور/ عبد الرحيم الطحان، والشيخ العلامة/ حميد بن قاسم عقيل مفتي محافظة تعز سابقاً، والشيخ/ عبد الله محمد الحسامي، والدكتور الشيخ/ القرشي عبد الرحيم، والشيخ/ مقبل المجيدي، والشيخ العلامة القاضي/ أحمد بن أحمد سلامة رئيس الجمعية العلمية في اليمن سابقاً، والأستاذ الدكتور/ حسن مقبـولي الأهدل، والدكتور/ محمد الحسـن صـالح.

## اسهاماته ومؤلفاته
له عدد من الأبحاث والمؤلفات، كما أن له عدد كبير من المقالات الصحفية، على المستوى المحلي، والإقليمي، ومن أهم مؤلفاته المطبوعة، أو التي هي تحت الطبع، والمخطوطات:
الكتب  المنشورة:
1. خطاب التكفير والتحريم والتأثيم في القرآن الكريم والسنة النبوية.
2. مقامات الولاية وأحوال الأولياء.
3. ماهية الخطاب الديني في أهل الكتاب.
4. لعقوبات الربانية في القرآن الكريم.
5. هدم الدين ومرجه.

كتب تحت الطبع:
1. الخطاب العام والخاص.
2. نظامي التكوين الابتلائي والجزائي.

مخطوطات رقمية:
1. فتاوى فقهية.
2. الخطاب الإلهي المباشر.
3. النطق والضحك الإلهي بواسطة السحاب، أربعة مجلدات.
4. فقه المصالح والمفاسد في ضوء القواعد الفقهـية (رسالة).
5. حقائق الولاية الربانية وخصائصها.
6. هداية القلوب وتقليبها.
7. التسامح الديني.
8. الفتن والملاحم والحوادث العامة الجارية والمتوقعة.
9. وطء الاستمتاع في إطار القواعد والضوابط الشرعية.
10. وطء الاسترقاق الطوعي في إطار القواعد والضوابط الشرعية.
11. السفياني حقيقة أم أكذوبة، (مخطوطة رقمية).
12. سلسلة واحة المعرفة (9 مجلدات).
13. الأرض المقدسة وطن بني إسرائيل.
14. أصول ومعتقدات الشيعة الإمامية الإثني عشرية.

## عمله
عمل في فترة شبابه (1978 - 1981) في وزارة العدل - الأمانة العامة للمحكمة الاستئنافية العليا لمدة ثلاث سنوات، مديراً للسكرتارية والحفظ والتسجيل، ثم بعد ذلك انتقل إلى مجال التعليم، فعمل مدرساً ثم موجهاً (1981- 1985)، ومديراً لمعهد مصعب ابن عمير بشرعب الرونة (1985-1995)، ثم مستشاراً لمكتب التربية والتعليم - مكتب محافظة تعز (1998-2007)، وهو حالياً مستشاراً لمحافظ محافظة تعز لشئون الأوقاف والإرشاد (2007- حتى الآن)، لديه مهارة عالية وحجة دامغة في مخاطبة الجماهير وإقناعهم بأفكاره، فقد عمل خطيباً ومحاضراً منذ نعومة أظافره، وله عدد كبير من الخطب والمحاضرات النموذجية المسجلة والمصورة، ويعتبر الشيخ من الشخصيات العلمية الجماهيرية على مستوى محافظة تعز، وبعض محافظات الجمهورية.